# Лудовико Еинауди
Лудовико Еинауди (итал. Ludovico Einaudi), (Торино, 23. новембар 1955) италијански је композитор и пијаниста.